# Küçük Hüseyin Pascià
Küçük Hüseyin Pascià (in turco ottomano: كوچوك حسين پاشا, conosciuto anche come Tayazade Damat Küçük Hüseyin Pascià; Georgia, 1757 – Costantinopoli, 7 dicembre 1803) è stato un ammiraglio ottomano di origine georgiana.
Ricoprì diversi incarichi di palazzo, finché attirò l'attenzione di Selim III, che lo nominò Capitan Pascià sostituendo Giridli Hüseyin Pascià (10 marzo 1792) e il 29 maggio successivo sposò Esma Sultan, figlia di Abdül Hamid I, divenendo damat (genero) della dinastia ottomana. Mantenne la carica per 12 anni, introducendo numerose riforme.
In veste di capitan pascià ha combattuto i pirati del Mediterraneo. Nel 1792 attaccò il corsaro Lambro Canziani che aveva 15 navi; vicino alle isole di Milo (in turco Degirmenlik) e Idra (Camildja) catturò il pirata Kara Katzanis e 23 dei suoi uomini e andò a cercare Lambro nella Morea, ma il capo pirata fuggì in tempo verso Cerigo (Çuha); le operazioni contro i pirati continuarono fino all'autunno del 1797; tra gli altri combattimenti attaccò i corsari di Malta a Creta e in altre isole.
Nel 1798 fu nominato comandante delle truppe che si trovavano nell'Eyalet di Widdin per combattere il ribelle Osman Pasvandoglu (10 aprile 1798). Prese diverse fortezze ai ribelli e assediò Vidin via terra e con una flotta sul Danubio. Non riuscì nell'impresa a causa di una mancanza di uomini e mezzi, Hüseyin rimase ferito durante questa campagna che fu sospesa a causa dello sbarco francese in Egitto; ma comunque il capo ribelle si sottomise all'Impero.
Hüseyin tornò a Istanbul e, guarito dalla ferita, partì per Alessandria d'Egitto (estate 1799); nel 1800 si unì alla flotta britannica e portò truppe in Egitto ma ebbe pochissime attività; dopo l'accordo del 20 giugno 1801 con il quale i francesi evacuarono l'Egitto, entrò al Cairo il 10 luglio 1801 e fece leggere la preghiera (Khuṭba) in nome di Selim III; punì i bey Mamelucchi traditori nonostante l'opposizione degli inglesi. Fu uno dei firmatari della Capitolazione di Alessandria d'Egitto.
Alla fine della campagna ritornò nella capitale ottomana. Nel 1802 e nel 1803 fece nuove campagne nel Mediterraneo contro i pirati, ma si ammalò e tornò a Istanbul dove morì il 7 dicembre 1803.